# 라피도
라피도(Rapido)는 삼성물산의 스포츠 의류 브랜드로 삼성물산이 1999년 7월 제일모직에 패션사업부를 양도하게 되어 제일모직에서 생산한 바 있었다.

## 역사
1979년 자체 브랜드인 위크엔드 스포츠로부터 시작하여 1988년 1월 라피도 브랜드를 개발하여 브랜드 명칭을 라피도로 변경하였다.1988년 하계 올림픽의 후광을 얻고 국내 스포츠 브랜드로 맹위를 떨쳤지만 그 후 나이키와 아디다스 등의 글로벌 브랜드에 밀려 스포츠보다 패션 브랜드에 치중하다가 2004년 9월 SS311로 브랜드 명칭을 바꿨으며 2005년 가을 311로 브랜드 명칭을 변경하고 2007년 1월 없어졌다.
특히 1980년대와 1990년대 중반까지 대한민국 축구 국가대표팀의 용품 스폰서와 1996년과 1997년 한국 프로축구의 타이틀 스폰서로 활동하였다. 또 삼성스포츠단의 수원 삼성 블루윙즈와 서울 삼성 썬더스, 삼성 라이온즈 등의 용품 후원사를 하였다.

## 스폰서

### 축구

#### 국가대표팀
AFC
- 대한민국 (1984 ~ 1995)

#### 클럽
AFC
- 수원 삼성 블루윙즈 (1995 ~ 2001)